# Ernst Nievergelt
Ernst Nievergelt (Affoltern am Albis, 23 marzo 1910 – Kappel am Albis, 1º luglio 1999) è stato un ciclista su strada svizzero.

## Palmarès

### Olimpiadi
- Argento a Berlino 1936 nella corsa a squadre.
- Bronzo a Berlino 1936 nella corsa in linea.